# جبريل كراوتش
جبريل كراوتش (بالإنجليزية: Gabriel Crouch)‏ هو موزع بريطاني، ولد في 1973.

## وصلات خارجية
- جبريل كراوتش على موقع ميوزك برينز (الإنجليزية)
- جبريل كراوتش على موقع ديسكوغز (الإنجليزية)